# AÓ Kérkira
Az AÓ Kérkira (görögül: Αθλητικός Όμιλος Κέρκυρα, magyar átírásban: Athlitikósz Ómilosz Kérkira) egy görög labdarúgócsapat és sportegyesület, melynek székhelye Korfu szigetén található. 
Hazai mérkőzéseiket a 2685 fő befogadására alkalmas Kérkira Stadionban játsszák.

## Történelem
A klubot 1967-ben három korfui csapat (Árisz Kérkirasz (1924), Heleszpontosz (1923), Ászterasz Kérkirasz (1926)) egyesüléséből alapították Kérkiraikosz FC néven. Ez a három csapat a legerősebb korfui csapattal, az Olimposz Kérkirá-val egyetemben helyi bajnokságokban szerepelt, egészen 1967-ig, amikor is megalakult a görög nemzeti bajnokság. Ekkor döntöttek úgy a csapatok elöljárói, hogy egyesülnek és 1968-tól Kérkira FC néven szerepelnek.
Az azóta eltelt időszakban jobbára a másod, harmad illetve negyedosztályban játszottak. 
A 2009–2010-es idényben szerzett második helyüknek köszönhetően feljutottak a görög első osztályba.

## Sikerei
- Görög másodosztály

2. hely (2): 2005–06, 2009–10

## Külső hivatkozások
- Hivatalos honlap Archiválva 2012. augusztus 7-i dátummal a Wayback Machine-ben (görögül)
- Adatlapja az uefa.com-on (angolul)
- Legutóbbi eredményei a soccerway.com-on (angolul)